# Meisjes van honing
Meisjes van honing is een Nederlandstalig nummer van de Belgische actrice-zangeres Pommelien Thijs. Het nummer werd op 19 november 2021 uitgebracht in België en werd een radio-hit. Het nummer werd gekozen als MNM-Big Hit, en kwam een week later binnen op plaats 21 in de Ultratop 50. Enkele weken later behaalde het een piek op plaats 17. Meisjes van honing is de eerste solo single van Pommelien. Ze promootte het nummer ook door een bijhorende filter te plaatsen op Instagram.

## Hitnoteringen

### Ultratop 50 Vlaanderen
| Hitnotering: 27-11-2021 t/m 19-03-2022 02-04-2022 t/m 09-04-2022 | Hitnotering: 27-11-2021 t/m 19-03-2022 02-04-2022 t/m 09-04-2022 | Hitnotering: 27-11-2021 t/m 19-03-2022 02-04-2022 t/m 09-04-2022 | Hitnotering: 27-11-2021 t/m 19-03-2022 02-04-2022 t/m 09-04-2022 | Hitnotering: 27-11-2021 t/m 19-03-2022 02-04-2022 t/m 09-04-2022 | Hitnotering: 27-11-2021 t/m 19-03-2022 02-04-2022 t/m 09-04-2022 | Hitnotering: 27-11-2021 t/m 19-03-2022 02-04-2022 t/m 09-04-2022 | Hitnotering: 27-11-2021 t/m 19-03-2022 02-04-2022 t/m 09-04-2022 | Hitnotering: 27-11-2021 t/m 19-03-2022 02-04-2022 t/m 09-04-2022 | Hitnotering: 27-11-2021 t/m 19-03-2022 02-04-2022 t/m 09-04-2022 | Hitnotering: 27-11-2021 t/m 19-03-2022 02-04-2022 t/m 09-04-2022 | Hitnotering: 27-11-2021 t/m 19-03-2022 02-04-2022 t/m 09-04-2022 | Hitnotering: 27-11-2021 t/m 19-03-2022 02-04-2022 t/m 09-04-2022 | Hitnotering: 27-11-2021 t/m 19-03-2022 02-04-2022 t/m 09-04-2022 | Hitnotering: 27-11-2021 t/m 19-03-2022 02-04-2022 t/m 09-04-2022 | Hitnotering: 27-11-2021 t/m 19-03-2022 02-04-2022 t/m 09-04-2022 | Hitnotering: 27-11-2021 t/m 19-03-2022 02-04-2022 t/m 09-04-2022 | Hitnotering: 27-11-2021 t/m 19-03-2022 02-04-2022 t/m 09-04-2022 | Hitnotering: 27-11-2021 t/m 19-03-2022 02-04-2022 t/m 09-04-2022 | Hitnotering: 27-11-2021 t/m 19-03-2022 02-04-2022 t/m 09-04-2022 | Hitnotering: 27-11-2021 t/m 19-03-2022 02-04-2022 t/m 09-04-2022 | Hitnotering: 27-11-2021 t/m 19-03-2022 02-04-2022 t/m 09-04-2022 |
| Week:                                                            | 1                                                                | 2                                                                | 3                                                                | 4                                                                | 5                                                                | 6                                                                | 7                                                                | 8                                                                | 9                                                                | 10                                                               | 11                                                               | 12                                                               | 13                                                               | 14                                                               | 15                                                               | 16                                                               | 17                                                               |                                                                  | 18                                                               |                                                                  |                                                                  |
| ---------------------------------------------------------------- | ---------------------------------------------------------------- | ---------------------------------------------------------------- | ---------------------------------------------------------------- | ---------------------------------------------------------------- | ---------------------------------------------------------------- | ---------------------------------------------------------------- | ---------------------------------------------------------------- | ---------------------------------------------------------------- | ---------------------------------------------------------------- | ---------------------------------------------------------------- | ---------------------------------------------------------------- | ---------------------------------------------------------------- | ---------------------------------------------------------------- | ---------------------------------------------------------------- | ---------------------------------------------------------------- | ---------------------------------------------------------------- | ---------------------------------------------------------------- | ---------------------------------------------------------------- | ---------------------------------------------------------------- | ---------------------------------------------------------------- | ---------------------------------------------------------------- |
| Positie:                                                         | 21                                                               | 22                                                               | 17                                                               | 38                                                               | 24                                                               | 28                                                               | 32                                                               | 24                                                               | 22                                                               | 32                                                               | 31                                                               | 28                                                               | 45                                                               | 40                                                               | 22                                                               | 43                                                               | 46                                                               | uit                                                              | 50                                                               | uit                                                              |                                                                  |